# Okocim (piwo)

Archiwalne etykiety browaru

Okocim – polska marka piwa należąca do duńskiego koncernu piwowarskiego Carlsberg A/S. Większość produktów tej marki jest wytwarzana w Polsce.

## Historia
W 1845 r. przybył do Okocimia Jan Ewangelista Goetz (1815–1893). Wywodził się on z bawarskiego rodu browarników. Pierwsze piwo w browarze należącym do spółki Neumann-Goetz uwarzono wiosną 1846 roku. Receptura oparta była na metodzie bawarskiej, zgodnie z najnowszymi trendami i osiągnięciami sztuki browarniczej. Gdy zmarł jego wspólnik, Jan Ewangelista Goetz samodzielnie kontynuował przedsięwzięcie. Ówczesna receptura opierała się na była na trzech składnikach: wodzie, słodzie jęczmiennym i chmielu.
Spadkobiercą J. E. Goetza został jego syn Jan Albin Goetz, który w roku 1911 przyjął polskie nazwisko Okocimski i od tego czasu znany był jako baron Jan Goetz-Okocimski (1864–1935) z dewizą herbową „Pracą i Prawdą”. Jego życie to rozwój browaru i czas świetności Okocimia. Browar należał wtedy do dużych zakładów przemysłowych, zatrudniał ponad 500 osób. Na terenie browaru i osady fabrycznej działały m.in. kasa zapomogowo-pożyczkowa, teatr, orkiestra dęta, straż pożarna, oraz kręgielnia. Poza klasycznym lagerem, warzono Marcowe i Bocka (koźlaka).
Pierwsza wojna światowa zahamowała rozwój firmy. Po odzyskaniu niepodległości przez Polskę w 1918 r. Goetz zaczął przywracać przedwojenną pozycję przedsiębiorstwa na rynku. W browarze warzono wtedy pięć gatunków piwa, starając się odzyskać rynek: Leżak, Marcowe, Exportowe, Porter i Świętojańskie.
Jeszcze przed wybuchem II wojny światowej Okocimski Browar zaczął ekspansję na rynek Stanów Zjednoczonych. Po wojnie na podstawie dekretu PKWN (Polski Komitet Wyzwolenia Narodowego) o reformie rolnej z 1944 r., browar został przejęty przez państwo, a starania rodziny Goetzów o odzyskanie majątku okazały się bezskuteczne.
W 1996 roku strategicznym akcjonariuszem Browaru Okocim został Carlsberg Breweries A/S. Po przejęciu dokonano szeregu ważnych inwestycji. Obecnie Browar Okocim to nie tylko największy browar Grupy Carlsberg w Polsce, lecz również jeden z największych browarów Grupy Carlsberg Breweries A/S w Europie.

## Odmiany piwa Okocim

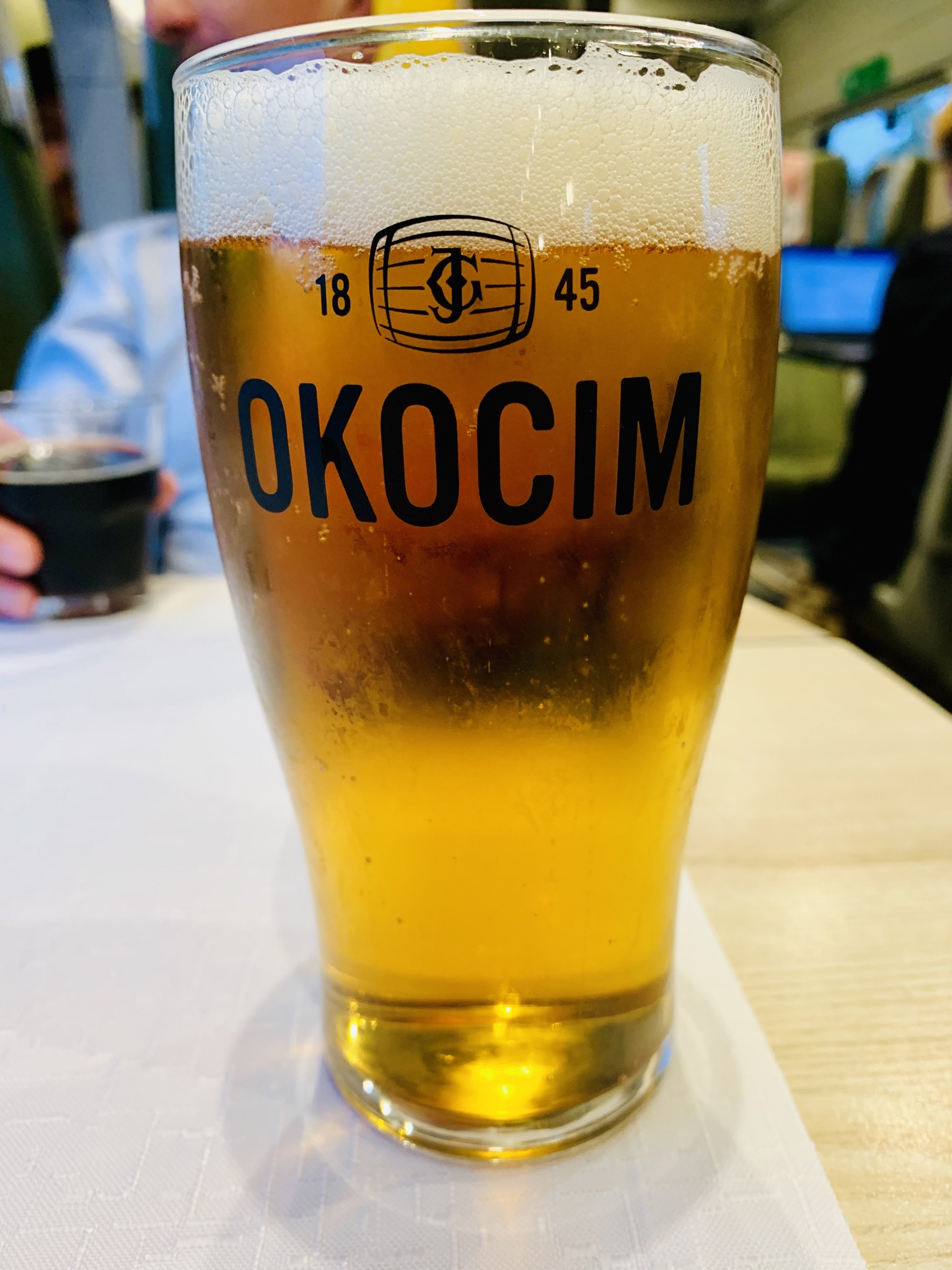
Jasne Okocimskie

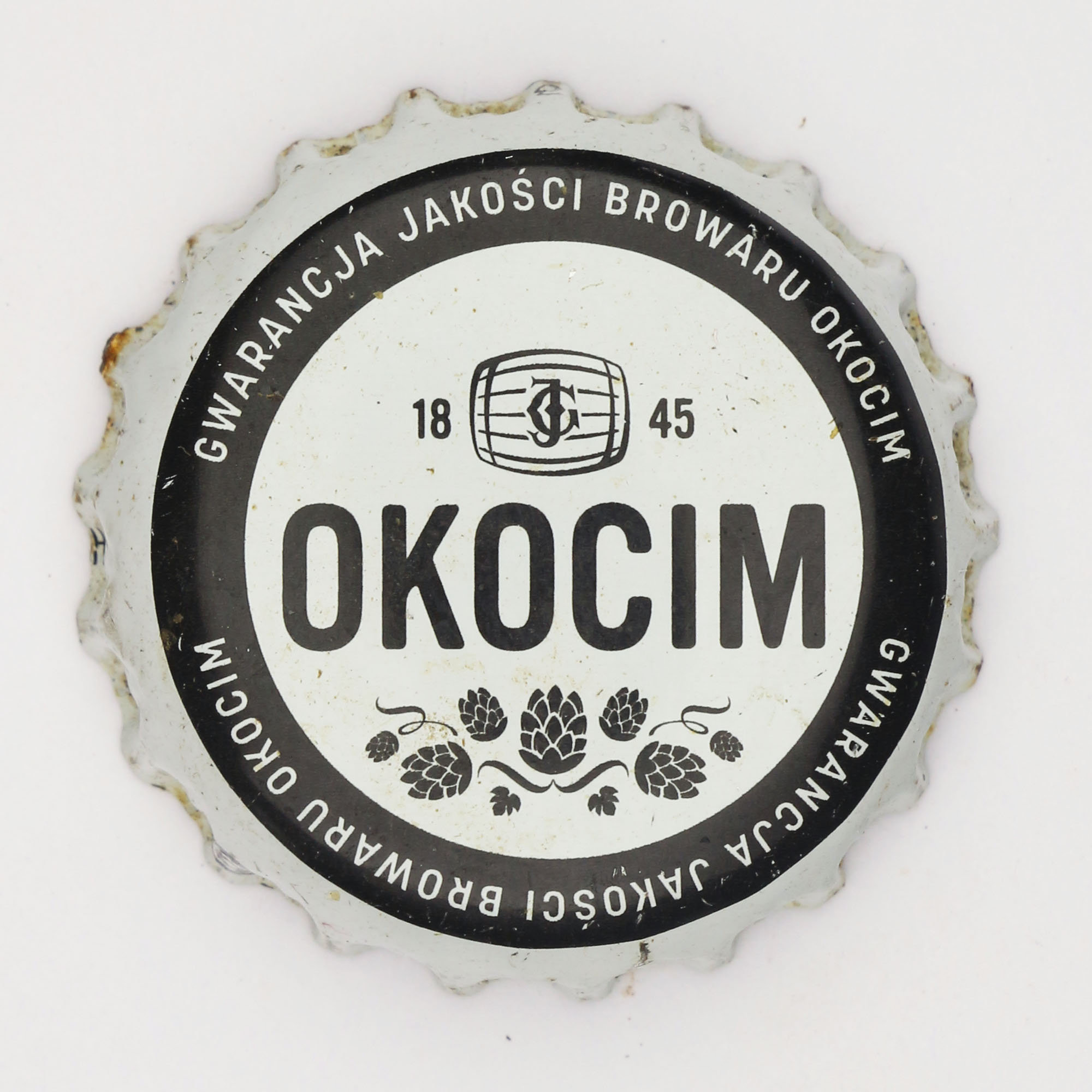
Okocim Mocne Dubeltowe

### Produkowane w Polsce
| Okocim (rynek polski) | Gatunek         | Alkohol   | Ekstrakt | Uwagi                                                                    |
| --------------------- | --------------- | --------- | -------- | ------------------------------------------------------------------------ |
| Jasne Okocimskie      | lager           | 5,0% vol. | 11,1%    | Tradycyjna receptura od 1845 roku, warzone z 3 składników                |
| Mocne Dubeltowe       | mocny lager     | 6,5% vol. | 13.5%    | Nagroda Golden Beer Poland 2013                                          |
| Klasyczna Pszenica    | pszeniczne      | 5,0% vol. | 12%      | Naturalnie mętne, wyjątkowa kompozycja słodu pszenicznego i jęczmiennego |
| Mistrzowski Porter    | porter bałtycki | 9.6% vol. | 22%      | Mocno dojrzałe, długo leżakowane, nagroda European Beer Star 2015        |
| Polskie Ale           | ale             | 5,1% vol. | 12%      | Piwo jasne górnej fermentacji                                            |
| Okocim Radler         | radler          | 2,0% vol. |          | Orzeźwiające połączenie jasnego piwa z lemoniadą                         |
| Okocim Premium Pils   | lager           | 5,6% vol. | 12%      |                                                                          |
| Okocim Premium Mocne  | lager           | 7,1% vol. | 15,1%    |                                                                          |
| Okocim Porter         | porter bałtycki | 8,3% vol. | 22%      |                                                                          |

| Okocim (na eksport) | Gatunek         | Alkohol   | Ekstrakt |
| ------------------- | --------------- | --------- | -------- |
| Okocim O.K. Beer    | lager           | 5,6% vol. | 12%      |
| Okocim Beer         | lager           |           |          |
| Okocim Malt Liquor  | lager           | 7,1% vol. | 15,1%    |
| Okocim Porter       | porter bałtycki | 8,3% vol. | 22%      |

Produkowane poza Polską
| Okocim (zagraniczne) | Gatunek    | Alkohol | Ekstrakt  | Uwagi |
| Okocim Palone        | lager      | 7% obj. |           | produkowane w Indiach przez Carlsberg India Pvt. Ltd.                                                                                               |
| Okocim Pszeniczne    | pszeniczne | 5% obj. | 11,8 °Blg | Produkowane na rynek polski przez litewski browar UAB „Švyturys – Utenos alus”, należące do grupy piwowarskiej Baltic Beverages Holding (Carlsberg) |

## Nagrody i wyróżnienia
- 2005 Okocim Mocne – Specialty Beer Orlando Beer Festival[3][4]
- 2005 Okocim Porter – The Best of The Fest Orlando Beer Festival[3][4]
- 2007 Okocim Mocne – złoty medal Ogólnopolskiego Konsumenckiego Konkursu Piw Chmielaki Krasnostawskie[5][6].
- 2008 Okocim Mocne – złoty medal Ogólnopolskiego Konsumenckiego Konkursu Piw Chmielaki Krasnostawskie[5][7][8].
- 2013 Okocim Mocne Dubeltowe – Golden Beer Poland
- 2013 Okocim Mistrzowski Porter – Golden Beer Poland
- 2015 Okocim Mistrzowski Porter – Złoty medal European Beer Star
- 2015 Okocim Radler – I nagroda Chmielaki Krasnostawskie Konsumencki Konkurs Piw
- 2016 Okocim Radler – I nagroda Chmielaki Krasnostawskie Konsumencki Konkurs Piw